# Trayectoria parabólica

La línea verde en esta imagen es un ejemplo de una trayectoria parabólica.

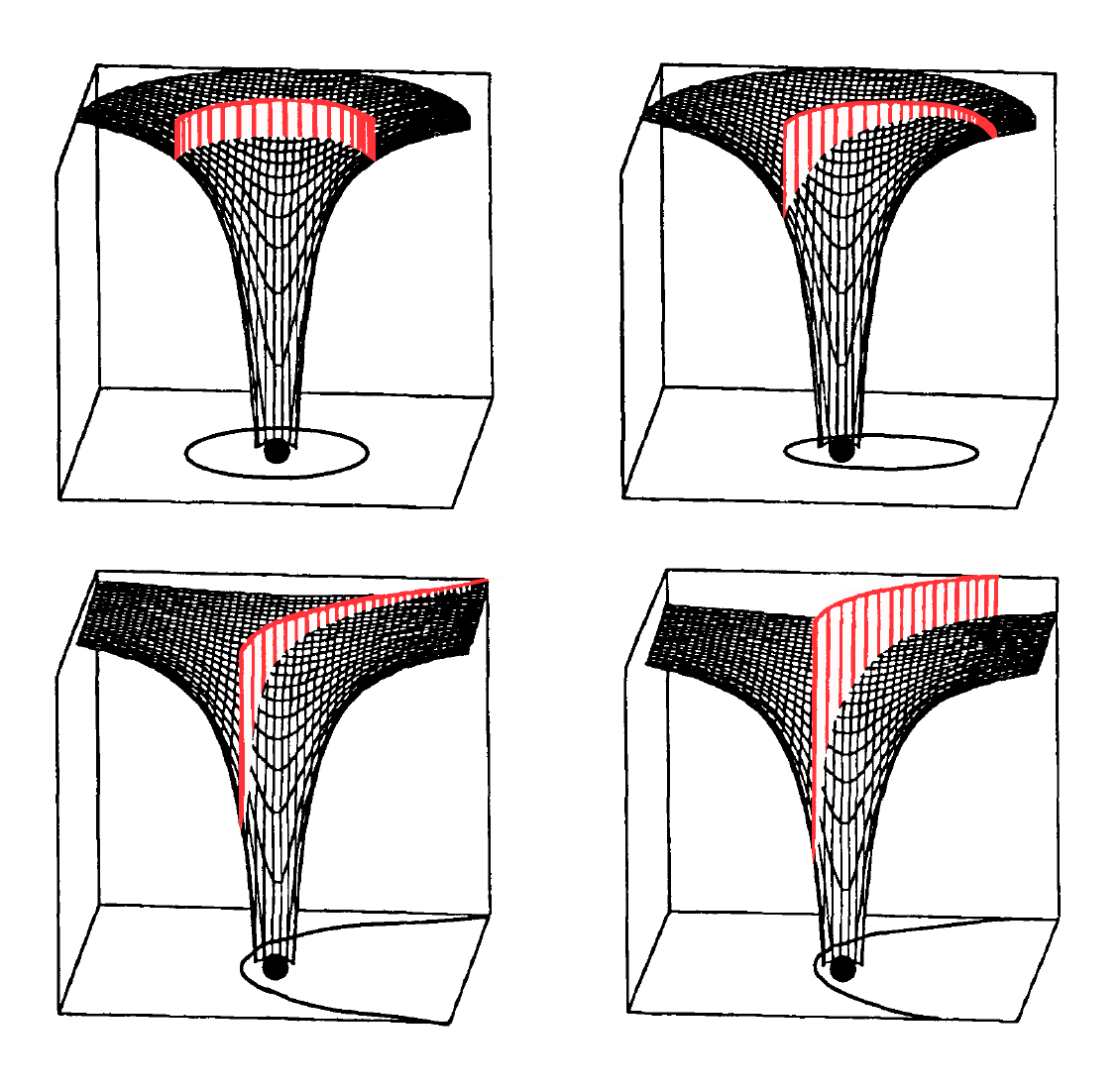
En el cuadrante inferior izquierdo de este diagrama se representa una trayectoria parabólica, donde el pozo de potencial gravitatorio es generado por la masa central, y la energía cinética de la trayectoria parabólica se muestra en rojo. El valor de la energía cinética disminuye asintóticamente hacia cero a medida que la velocidad disminuye y la distancia aumenta de acuerdo con las leyes de Kepler.

En astrodinámica o mecánica celeste una trayectoria parabólica es una órbita de Kepler con la excentricidad igual a 1. Cuando se aleja de la fuente se llama órbita de escape, y en caso contrario se denomina una órbita de captura. También se la conoce como órbita C3 = 0 (véase energía característica).
Según las convenciones usuales, un cuerpo describiendo una trayectoria parabólica se desplazará hasta el infinito con una velocidad respecto al cuerpo central tendente a cero, y por lo tanto, nunca volverá. Las órbitas parabólicas son trayectorias de escape de energía mínima, que separan las trayectorias hiperbólicas con energía positiva, de las órbitas elípticas con energía negativa.

## Velocidad
La velocidad orbital ({\displaystyle v\,}) de un cuerpo que se desplaza en una trayectoria parabólica se puede calcular como:
{\displaystyle v={\sqrt {2\mu  \over r}}}
donde:
- {\displaystyle r\,} es la distancia radial del cuerpo en órbita respecto al cuerpo central, y
- {\displaystyle \mu \,} es el parámetro gravitacional estándar.

En cualquiera de sus posiciones, el cuerpo en órbita posee la correspondiente velocidad de escape para esa posición.
Si un cuerpo posee la velocidad de escape con respecto a la Tierra, este impulso no es suficiente para escapar del Sistema Solar, por lo que cerca de la Tierra la órbita se asemeja a una parábola, pero más lejos se curva en una órbita elíptica alrededor del Sol.
Esta velocidad ({\displaystyle v\,}) está estrechamente relacionada con la velocidad orbital de un cuerpo en una órbita circular de radio igual a la posición radial del cuerpo en órbita en la trayectoria parabólica:
{\displaystyle v={\sqrt {2}}\,v_{o}}
donde:
- {\displaystyle v_{o}\,} es la velocidad orbital de un cuerpo en una órbita circular.

## Ecuación del movimiento
Para un cuerpo que se mueve en este tipo de trayectoria, la ecuación orbital se convierte en:
{\displaystyle r={h^{2} \over \mu }{1 \over {1+\cos \nu }}}
donde:
- {\displaystyle r\,} es la distancia radial del cuerpo en órbita respecto al cuerpo central,
- {\displaystyle h\,} es el momento angular relativo específico del cuerpo en órbita,
- {\displaystyle \nu \,} es la anomalía verdadera del cuerpo en órbita, y
- {\displaystyle \mu \,} es el parámetro gravitacional estándar.

## Energía
Bajo las convenciones usuales, la energía orbital específica ({\displaystyle \epsilon \,}) de una trayectoria parabólica es cero, por lo que la ecuación de la conservación de la energía orbital para esta trayectoria toma la forma:
{\displaystyle \epsilon ={v^{2} \over 2}-{\mu  \over r}=0}
donde:
- {\displaystyle v\,} es la velocidad orbital del cuerpo en órbita,
- {\displaystyle r\,} es la distancia radial del cuerpo en órbita respecto al cuerpo central, y
- {\displaystyle \mu \,} es el parámetro gravitacional estándar.

Esto es totalmente equivalente a que la energía característica (el cuadrado de la velocidad en el infinito) sea 0:
{\displaystyle C_{3}=0}

## Ecuación de Barker
La ecuación de Barker relaciona el tiempo de vuelo con la anomalía verdadera de una trayectoria parabólica.
{\displaystyle t-T={\frac {1}{2}}{\sqrt {\frac {p^{3}}{\mu }}}\left(D+{\frac {1}{3}}D^{3}\right)}
donde:
- D = tan (ν / 2), ν es la anomalía verdadera de la órbita
- t es el tiempo actual en segundos
- T es el tiempo de paso por el periápside en segundos
- μ es el parámetro gravitacional estándar
- p es el semiancho recto de la trayectoria (p = h2 / μ)

De manera más general, el tiempo entre dos puntos cualesquiera de una órbita es
{\displaystyle t_{f}-t_{0}={\frac {1}{2}}{\sqrt {\frac {p^{3}}{\mu }}}\left(D_{f}+{\frac {1}{3}}D_{f}^{3}-D_{0}-{\frac {1}{3}}D_{0}^{3}\right)}
Alternativamente, la ecuación se puede expresar en términos de la distancia al periápside, en una órbita parabólica rp = p / 2:
{\displaystyle t-T={\sqrt {\frac {2r_{p}^{3}}{\mu }}}\left(D+{\frac {1}{3}}D^{3}\right)}
A diferencia de la ecuación de Kepler, que se usa para resolver anomalías reales en trayectorias elípticas e hiperbólicas, la anomalía verdadera en la ecuación de Barker se puede resolver directamente para t. Si se realizan las siguientes sustituciones,
{\displaystyle {\begin{aligned}A&={\frac {3}{2}}{\sqrt {\frac {\mu }{2r_{p}^{3}}}}(t-T)\\[3pt]B&={\sqrt[{3}]{A+{\sqrt {A^{2}+1}}}}\end{aligned}}}
entonces
{\displaystyle \nu =2\arctan \left(B-{\frac {1}{B}}\right)}

## Trayectoria parabólica radial
Una trayectoria parabólica radial es un movimiento sobre una recta no periódico, en el que la velocidad relativa de los dos objetos es siempre la velocidad de escape. Hay dos casos: los cuerpos se alejan uno del otro o se acercan el uno hacia el otro.
Existe una expresión bastante simple para expresar la posición como función del tiempo:
{\displaystyle r={\sqrt[{3}]{4.5\mu t^{2}}}}
donde
- μ es el parámetro gravitacional estándar
- {\displaystyle t=0\!\,} corresponde al tiempo extrapolado del comienzo o final ficticio en el centro del cuerpo principal.

En un determinado momento, la velocidad promedio de {\displaystyle t=0\!\,} es 1,5 veces la velocidad actual, es decir, 1,5 veces la velocidad de escape local.
Para obtener {\displaystyle t=0\!\,} en la superficie, se debe aplicar un cambio de tiempo; para la Tierra (y cualquier otro cuerpo esférico simétrico con la misma densidad promedio como cuerpo central), este cambio de tiempo es de 6 minutos y 20 segundos; siete de estos períodos más tarde, la altura sobre la superficie es tres veces el radio, etc.